# Liste der geschützten Landschaftsbestandteile im Landkreis Helmstedt
Im Landkreis Helmstedt gibt es einen ausgewiesenen geschützten Landschaftsbestandteil.
| Waldstück auf einer ehemaligen Tonabbaufläche am Windmühlenberge |  | GLB HE 00002 | Helmstedt | ⊙ |  | 16. Nov. 2006 |
| Legende für Geschützter Landschaftsbestandteil                   |  |              |           |   |  |               |